# شنت أندر

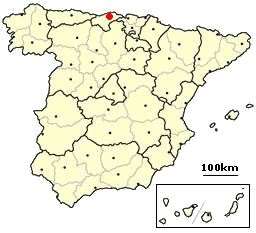
موقع شنت أندر

شنت أندر أو شنت أردم أو سانتندير أو  سانتاندير مدينة إسبانية مطلة على بحر قنطبرية، عاصمة منطقة قنطبرية التي تقع بين إقليم الباسك وإمارة أشتورية. وهي مدينة وميناء ساحلي، تحدها مناطق «بيثانا»، «كامارغو» و«سانتا كروز» وفي الشمال تطل على خليج.

## المناخ
يظهر الجدول التالي التغييرات المناخية على مدار السنة لشنت أندر:
| البيانات المناخية لـشنت أندر            | البيانات المناخية لـشنت أندر | البيانات المناخية لـشنت أندر | البيانات المناخية لـشنت أندر | البيانات المناخية لـشنت أندر | البيانات المناخية لـشنت أندر | البيانات المناخية لـشنت أندر | البيانات المناخية لـشنت أندر | البيانات المناخية لـشنت أندر | البيانات المناخية لـشنت أندر | البيانات المناخية لـشنت أندر | البيانات المناخية لـشنت أندر | البيانات المناخية لـشنت أندر | البيانات المناخية لـشنت أندر |
| الشهر                                   | يناير                        | فبراير                       | مارس                         | أبريل                        | مايو                         | يونيو                        | يوليو                        | أغسطس                        | سبتمبر                       | أكتوبر                       | نوفمبر                       | ديسمبر                       | المعدل السنوي                |
| --------------------------------------- | ---------------------------- | ---------------------------- | ---------------------------- | ---------------------------- | ---------------------------- | ---------------------------- | ---------------------------- | ---------------------------- | ---------------------------- | ---------------------------- | ---------------------------- | ---------------------------- | ---------------------------- |
| الدرجة القصوى °م (°ف)                   | 25.1 (77.2)                  | 29.0 (84.2)                  | 31.3 (88.3)                  | 30.6 (87.1)                  | 36.8 (98.2)                  | 37.8 (100.0)                 | 37.2 (99.0)                  | 37.3 (99.1)                  | 37.6 (99.7)                  | 33.5 (92.3)                  | 28.0 (82.4)                  | 25.4 (77.7)                  | 37.8 (100.0)                 |
| متوسط درجة الحرارة الكبرى °م (°ف)       | 13.6 (56.5)                  | 13.8 (56.8)                  | 15.7 (60.3)                  | 16.6 (61.9)                  | 19.1 (66.4)                  | 21.6 (70.9)                  | 23.6 (74.5)                  | 24.2 (75.6)                  | 22.8 (73.0)                  | 20.3 (68.5)                  | 16.3 (61.3)                  | 14.2 (57.6)                  | 18.5 (65.3)                  |
| المتوسط اليومي °م (°ف)                  | 9.7 (49.5)                   | 9.8 (49.6)                   | 11.3 (52.3)                  | 12.4 (54.3)                  | 15.1 (59.2)                  | 17.8 (64.0)                  | 19.8 (67.6)                  | 20.3 (68.5)                  | 18.6 (65.5)                  | 16.1 (61.0)                  | 12.5 (54.5)                  | 10.5 (50.9)                  | 14.5 (58.1)                  |
| متوسط درجة الحرارة الصغرى °م (°ف)       | 5.8 (42.4)                   | 5.7 (42.3)                   | 7.0 (44.6)                   | 8.3 (46.9)                   | 11.1 (52.0)                  | 13.9 (57.0)                  | 16.0 (60.8)                  | 16.4 (61.5)                  | 14.4 (57.9)                  | 11.8 (53.2)                  | 8.7 (47.7)                   | 6.7 (44.1)                   | 10.5 (50.9)                  |
| أدنى درجة حرارة °م (°ف)                 | −5.4 (22.3)                  | −5.2 (22.6)                  | −3.0 (26.6)                  | 0.6 (33.1)                   | 2.6 (36.7)                   | 5.6 (42.1)                   | 6.0 (42.8)                   | 6.0 (42.8)                   | 2.8 (37.0)                   | 1.4 (34.5)                   | −3.5 (25.7)                  | −5.2 (22.6)                  | −5.4 (22.3)                  |
| الهطول مم (إنش)                         | 106 (4.2)                    | 92 (3.6)                     | 88 (3.5)                     | 102 (4.0)                    | 78 (3.1)                     | 58 (2.3)                     | 52 (2.0)                     | 73 (2.9)                     | 83 (3.3)                     | 120 (4.7)                    | 157 (6.2)                    | 118 (4.6)                    | 1٬129 (44.4)                 |
| متوسط أيام هطول الأمطار (≥ 1 mm)        | 12                           | 11                           | 10                           | 12                           | 10                           | 8                            | 7                            | 8                            | 9                            | 11                           | 13                           | 12                           | 124                          |
| متوسط الرطوبة النسبية (%)               | 72                           | 72                           | 71                           | 72                           | 74                           | 75                           | 75                           | 76                           | 76                           | 75                           | 75                           | 73                           | 74                           |
| ساعات سطوع الشمس الشهرية                | 85                           | 104                          | 135                          | 149                          | 172                          | 178                          | 187                          | 180                          | 160                          | 129                          | 93                           | 74                           | 1٬649                        |
| المصدر: Agencia Estatal de Meteorología |                              |                              |                              |                              |                              |                              |                              |                              |                              |                              |                              |                              |                              |

## توأمة
لسانتاندير اتفاقيات توأمة مع كل من:
- مدينة سان لويس بوتوسي
- أوفييدو

## مشاهير من سانتاندير
- ألفونسو فاليجو، وهو طبيب أعصاب ورسام وشاعر وكاتب إسباني ولد عام 1943م.

## أعلام
- إيفان دي لا بينا
- بيدرو مونيتيس
- سيرخيو كاناليس
- فرناندو سان إميتيريو
- خوسيه ماريا دي بيريدا
- فرنسيسكو غونزاليس غوميز
- بيدرو مينينديث دي أفيليس
- ويليام فانس
- إنريك أريزاولا
- ماركوس ألونسو إيماز